# Sent Mamet
Sent Mamet, en francès Saint-Mamet, és un municipi francès, situat al departament de l'Alta Garona i a la regió d'Occitània.